# Episcopellus autumnalis
Episcopellus autumnalis är en skalbaggsart som beskrevs av Thomas Say. Episcopellus autumnalis ingår i släktet Episcopellus och familjen jordlöpare. Inga underarter finns listade i Catalogue of Life.